# Λ̑
Cette page contient des caractères spéciaux ou non latins. S’ils s’affichent mal (▯, ?, etc.), consultez la page d’aide Unicode.
Le lambda brève inversée, λ̑, est une lettre grecque additionnelle utilisée dans l’écriture de certains dialectes du grec moderne.

## Utilisation
Nikolas Kontosopoulos et d’autres auteurs utilisent le lambda brève inversée ‹ λ̑ › pour représenter une consonne spirante latérale palatale voisée [ʎ],.

## Représentations informatiques
Le lambda brève inversée peut être représente avec les caractères Unicode suivants (grec et copte, diacritiques):
| formes    | représentations | chaînes de caractères | points de code | descriptions                                               |
| --------- | --------------- | --------------------- | -------------- | ---------------------------------------------------------- |
| capitale  | Λ̑               | Λ◌̑                    | U+039B U+0311  | lettre majuscule grecque lambda diacritique brève inversée |
| minuscule | λ̑               | λ◌̑                    | U+03BB U+0311  | lettre minuscule grecque lambda diacritique brève inversée |